# Peucedanum numidicum
Peucedanum numidicum är en flockblommig växtart som först beskrevs av Ernest Saint-Charles Cosson, och fick sitt nu gällande namn av Minosuke Hiroe. Peucedanum numidicum ingår i släktet siljor, och familjen flockblommiga växter. Inga underarter finns listade i Catalogue of Life.